# Dendrochilum unicallosum
Dendrochilum unicallosum är en orkidéart som beskrevs av Louis Otho Otto Williams. Dendrochilum unicallosum ingår i släktet Dendrochilum och familjen orkidéer. Inga underarter finns listade i Catalogue of Life.